# Kurt Schwarze (Architekt)

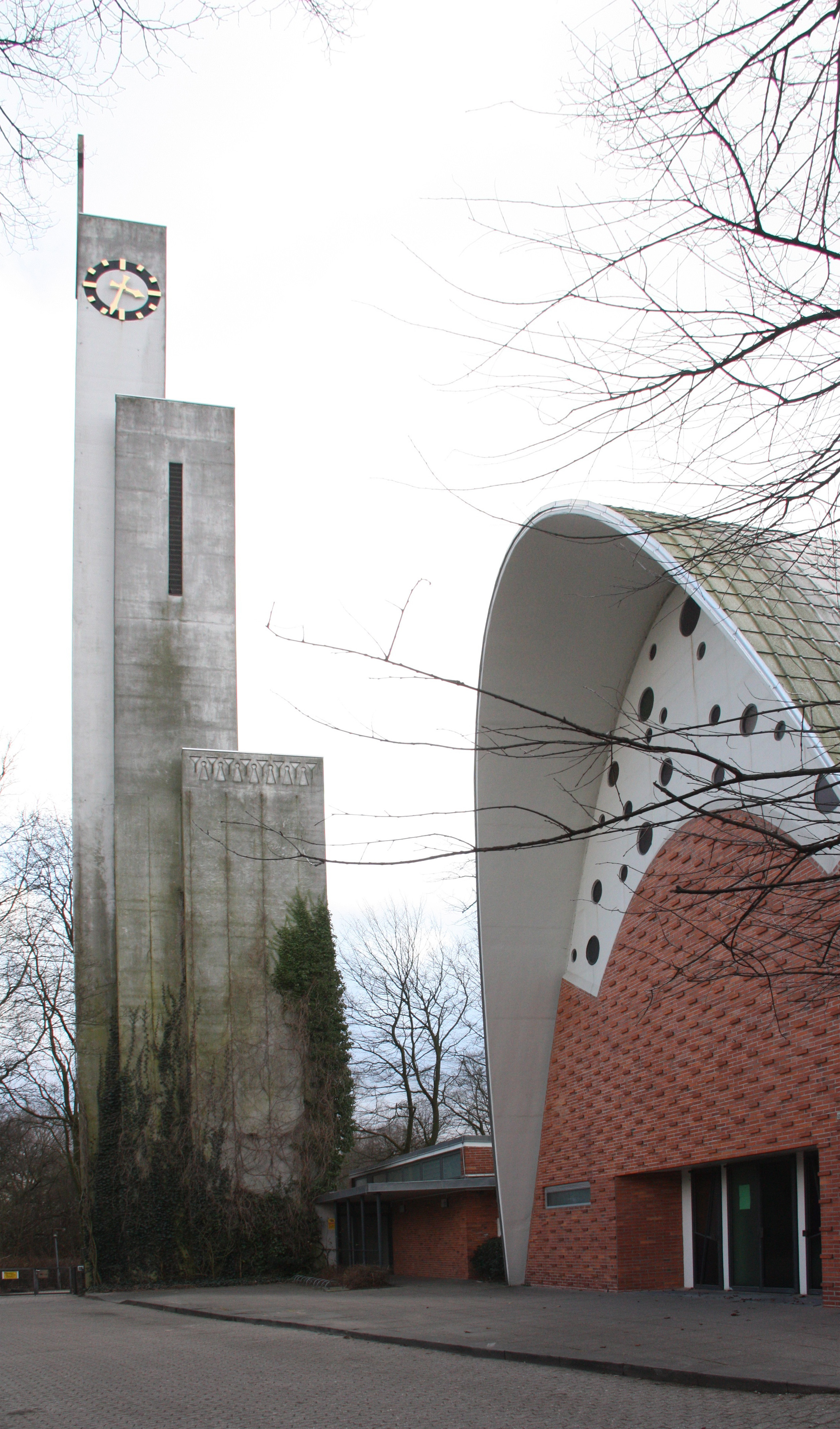
Erlöserkirche in Hamburg-Farmsen

Kurt Schwarze (* 5. November 1900 in Wahren bei Leipzig; † 7. Dezember 1976) war ein deutscher Architekt.

## Leben
Schwarze begann seine baumeisterliche Ausbildung mit dem Besuch der Sächsischen Staatsbauschule in Leipzig von 1917 bis 1921. Von 1921 bis 1924 war er in einer Reihe von Leipzigern Architekturbüros tätig. Danach studierte er von 1925 bis 1927 an der TH Berlin bei Hans Poelzig und Hermann Jansen. In der Folge arbeitete er in Architekturbüros in Leipzig und Berlin, um 1928 sein eigenes Büro in Leipzig zu gründen. 1954 übersiedelte er in die Bundesrepublik, wo er 1956 ein Büro in Hamburg eröffnete.

## Werk
- Vorkriegszeit Siedlungen und Fabriken im Raum Leipzig
- 1930 Haus Hertkorn, Kleiststraße, Leipzig[1]
- 1957–1960 Erlöserkirche in Hamburg-Farmsen[2]
- 1962–1963 Rimbertkirche in Hamburg-Billstedt (2008 abgebrochen)[3]